# Blepharomastix achroalis
Blepharomastix achroalis is een vlinder uit de familie van de grasmotten (Crambidae). De wetenschappelijke naam van deze soort is voor het eerst voorgesteld als Pyrausta achroalis door George Francis Hampson in een publicatie uit 1913. De spanwijdte van het vrouwtje bedraagt 22 millimeter.
Deze soort komt voor in het zuiden van de Verenigde Staten (Texas, Florida), Cuba en Jamaica.